# Club Atlético Lanús (fútbol femenino)
El Club Atlético Lanús es un club deportivo de Argentina. Fue fundado el 3 de enero de 1915 en la ciudad de Lanús, provincia de Buenos Aires, Argentina. Su equipo de fútbol femenino compite oficialmente desde 2017. Actualmente disputa la Primera División B.

## Historia

### Inicios
Si bien ya se practicaba la disciplina tiempo antes, con algunos amistosos incluido un partido conmemorativo por el Día de la Mujer, el 27 de junio de 2017, se anunció el inicio de la actividad de forma oficial. Maximiliano Gambarrutta y Karina Medrano estuvieron a cargo de ese primer equipo de cara a competir en la Primera División B (segunda categoría). Su primer partido fue un amistoso contra la Universidad de Lanús, el 29 de junio de 2017, el cual ganaron 7-0.

### Debut oficial y ascenso
Su primer partido oficial fue el 19 de agosto de 2017, en la temporada 2017-18 de la segunda división, contra Comunicaciones por la primera fecha, ganando por goleada 4-0. Los goles fueron anotados por Jorgelina Molina y Aylén Medina, Molina fue la primera futbolista en marcar un gol oficial para el Granate.
En esa misma temporada, en la cual Lanús había ingresado como equipo incorporado, Las Granates logran su ascenso al quedar como subcampeonas luego de un partido desempate ante Real Pilar el 10 de junio de 2018, el cual ganaron 1-0. En la tabla general habían culminado segundas, pero con la misma cantidad de puntos que Real Pilar. Aylén Medina marcó el único gol del partido jugado en la cancha de Satsaid.

### Actualidad
Disputa la primera división del fútbol argentino desde su ascenso. En su temporada debut en primera, logró ser tercero en su zona y clasificar a la siguiente instancia, sin embargo culminó último en la Zona Campeonato. El 24 de septiembre de 2019 jugaron por primera vez en el estadio Ciudad de Lanús, fue derrota 1-3 ante San Lorenzo. Su mejor temporada hasta el momento fue en 2022, terminando 8.º (octavas) de 20 equipos, con 33 unidades.

## Jugadoras

### Mercado de pases
| Altas             | Altas                      |
| Jugadora          | Origen                     |
| ----------------- | -------------------------- |
| Magaly Badilla    | Club Atlético Estudiantes  |
| Eliana Ceballos   | Club Atlético Estudiantes  |
| Victoria Bedini   | Estudiantes de La Plata    |
| Sofía Gianinni    | Argentinos Juniors         |
| Agustina Ochiuzzi | El Porvenir                |
| Milagros Menna    | Racing Club                |
| Delfina Beccacece | S.A.T                      |
| Aylén Montiel     | Huracán                    |
| Brisa Galeano     | Club Atlético Estudiantes  |
| Sofia Gómez       | All Boys                   |
| Andrea Utz        | Boca Juniors               |
| Camila Leites     | Platense                   |
| Camila Chamorro   | Claypole                   |
| Celina Iglesias   | Talleres (RdE)             |
| Morena Cammarota  | Promovida desde la reserva |
| Morena Chávez     | Promovida desde la reserva |
| Abigail Flores    | Promovida desde la reserva |
| Abril Lesnik      | Promovida desde la reserva |
| Morena Chávez     | Promovida desde la reserva |
| Agostina Lucero   | Promovida desde la reserva |
| Alma Morenza      | Promovida desde la reserva |
| Larissa Pereyra   | Promovida desde la reserva |

| Bajas               | Bajas                     |
| Jugadora            | Destino                   |
| ------------------- | ------------------------- |
| Ailén Pucheta       | Club Atlético Estudiantes |
| Bettiana Sonetti    | Club Atlético Estudiantes |
| Macarena Ruíz Díaz  | Independiente             |
| Lucía Taborda       | Excursionistas            |
| Lourdes Loza        | S.A.T                     |
| Marcela Figueroa    | S.A.T                     |
| Diana Brítez        | Independiente             |
| Belén Aullerana     | Agente libre              |
| Gisel Insaurralde   | Agente libre              |
| Sofía Hauche        | Agente libre              |
| Magalí Molina       | Independiente             |
| Damaris Martínez    | Huracán                   |
| Florencia Cotrone   | Club Atlético Estudiantes |
| Erica Tula          | Agente libre              |
| María José Tejerina | Agente libre              |
| Milagros Paiva      | UAI Urquiza               |
| Mayra Gauna         | Agente libre              |

Fuentes:

## Rivalidades

### Clásico del Sur Femenino
Disputa ante Banfield el Clásico del Sur, rivalidad heredada principalmente del fútbol masculino.

#### Último partido
16 de septiembre de 2023 

Banfield 0:0 Lanús

(Campeonato 2023)

## Palmarés
| Competición        | Campeón | Subcampeón | 3er Puesto |
| ------------------ | ------- | ---------- | ---------- |
| Primera División A |         |            |            |
| Primera División B |         | 2017-18    |            |